# Joseph Ashbrook
Joseph Ashbrook   (Filadèlfia, 4 d'abril de 1918 - 4 d'agost de 1980) va ser un astrònom estatunidenc.

## Biografia
Ashbrook va néixer a Filadèlfia, Pennsilvània. Es va doctorar a la Universitat Harvard el 1947 i va ensenyar a la Universitat Yale del 1946 al 1950 i a Harvard del 1950 al 1953. Va començar a treballar a la revista d'astronomia amateur Sky & Telescope el 1953, on va escriure la columna «Astronomical Scrapbook» del 1954 al 1980, i va romandre en la seva plantilla fins a la seva mort; també va editar la revista a partir del 1964.

## Obra
Ashbrook va ser un dels primers a estudiar les variables cefeides com a eines per establir distàncies galàctiques. Va ser membre durant molt de temps de l'Associació Americana d'Observadors d'Estrelles Variables (American Association of Variable Star Observers, AAVSO).
Va repasar vells arxius d'observacions de segles passats per determinar un valor molt precís per al període de rotació de Mart (fins a unes mil·lèsimes de segon).
Va descobrir el 1948 el cometa periòdic 47P/Ashbrook-Jackson.

## Honors
- Membre de l'American Astronomical Society i de la Unió Astronòmica Internacional.

## Eponímia
- El cràter lunar Ashbrook porta el seu nom.WGPSN
- El planeta menor (2157) Ashbrook porta el seu nom.[1]